# Río Putumayo
Der Río Putumayo, auf Quechua und historisch Putumayu (putu „als Behälter dienende große Frucht“, mayu „Fluss“; auf Inga-Kichwa Valsayacu oder Walsayaku: walsa „Balsabaum“, yaku „Wasser“), im unteren Laufabschnitt (in Brasilien) Rio Içá, ist ein Fluss in Südamerika. Er durchfließt den Süden Kolumbiens und bildet streckenweise die Grenze zu Ecuador und zu Peru. Er mündet schließlich in Brasilien nahe San Antônio do Içá in den Amazonas.
Der etwa 2060 km lange Fluss hat an der Mündung eine Wasserführung von 8760 m³/s. Der Río Putumayo ist auf einer Länge von 1950 km befahrbar und ist damit ein bedeutenderer Wasserweg als der nördlich parallel verlaufende Río Japurá. Er ist Transportweg vor allem für die Viehwirtschaft (4 % des Einzugsgebietes sind Grasland) und die Kautschukindustrie.

## Flusslauf
Der Río Putumayo entspringt in der Cordillera Oriental, 7 km nördlich von San Francisco auf einer Höhe von etwa 2800 m. Der Oberlauf des Flusses liegt im kolumbianischen Departamento de Putumayo. Der Río Putumayo fließt anfangs in überwiegend südwestlicher Richtung. Er fließt entlang dem Südrand einer Beckenlandschaft und passiert die Kleinstadt San Francisco. Nach etwa 30 km wendet sich der Río Putumayo in Richtung Ostsüdost und durchschneidet auf einer Länge von 35 km den Gebirgszug der Cordillera Oriental. 10 km westlich der Stadt Villagarzón erreicht er am Fuße der Berge das Amazonasbecken. Er wendet sich in Richtung Südsüdost. Er nimmt auf diesem Abschnitt mehrere größere Nebenflüsse auf – Río Guineo von links sowie Río San Juan, Río Orito und Río Guamuez von rechts. Bei Flusskilometer 1880 erreicht er die ecuadorianische Grenze. Der Río Putumayo wendet sich nun in Richtung Ostsüdost und bildet die Staatsgrenze zwischen Kolumbien und Ecuador. Bei Flusskilometer 1770 trifft der Río San Miguel von rechts auf den Río Putumayo. Zwischen Flusskilometer 1690 und 420 verläuft der Fluss entlang der Staatsgrenze von Peru und Kolumbien. Bis Flusskilometer 340 durchfließt er kolumbianischen Staatsgebiet. Der restliche Flusslauf bis zur Mündung befindet sich im brasilianischen Bundesstaat Amazonas.

## Verschiedenes
Nach dem Fluss ist das kolumbianische Departamento Putumayo benannt. Die im Jahr 2014 in Peru gegründete Provinz Putumayo trägt ebenfalls den Namen des Flusses.